# Fahad Awaleh
Fahad Mohamed Jama Awaleh (født 11. september 1977) er en norsk-somalisk håndboldspiller og forsker.
Han har spillet håndbold for Vestli Idrettslag fra da han var ung, og var med i Vestlis debutsæson i Eliteserien i sæsonen 1998-1999. I sæsonen 1999-2000 skiftede han til Stabæk/Haslum (senere Haslum Håndballklubb), Efter en sæson gik han videre til Nittedal. Dette hold kom hurtigt videre til Eliteserien. Han kom tilbage til Vestli før sæsonen 2003-2004, et hold som vandt en bronzemedalje i eliteserien i 2005-2006. Han spillede en overgang for Elverum Håndball i sæsonen 2006-2007, men kom atter en gang til Vestli forud for sæsonen 2007-2008. 
Awaleh tog en grad i civiløkonomi på Handelshøyskolen BI i 2001, og fulgte op med graden Master of Science in Strategy i 2002. I 2008 tog han doktorgraden med afhandlingen Interacting Strategically within Dyadic Business Relationships – A case study from the Norwegian Electronics Industry. Han blev så postdoc, ved BI men i samarbejde med virksomheden Wilh. Wilhelmsen.